# نایوا نیمری
نایوا نیمری اوروتیکوئچئا (اسپانیایی: Najwa Nimri‎؛ ‏ اسپانیایی: [ˈna.ʝwa ˈnim.ri u.ru.ti.ko.eˈtʃe.a]؛ ‏ زادهٔ ۱۴ فوریهٔ ۱۹۷۲) خواننده و بازیگر اهل اسپانیا است.

## زندگی حرفه‌ای
نخستین نقش اصلی او در فیلم جهش به پوچی، به کارگردانی دانیل کالپارسورو بود. فعالیت او به عنوان یک خواننده نیز با گروه‌های کوچک موسیقی شروع شد. در سال ۱۹۹۶، او گروه «نایواجین» را با کارلوس جین تشکیل داد. او همچنین سه آلبوم انفرادی منتشر کرده‌است.
چندین نقش سینمایی او مورد تحسین منتقدان قرار گرفته‌اند؛ از جمله «آنا» در عشاق مدار شمالگان، «اِلِـنا» در لوسیا و سکس که هر دو توسط خولیو مدم کارگردانی شده‌است. او در کنار ادواردو نوریگا در فیلم‌های چشمانت را باز کن و روش نیز هنرنمایی کرده‌است.
وی در ۳۳مین دورهٔ اهدای جوایز گویا نامزد دریافت جایزه گویای بهترین بازیگر نقش اول زن بابت ایفای نقش در فیلم آنکه برایت خواهد خواند شد.
در سال ۲۰۲۰ وی مجدداً نقش «زولما» را در اسپین‌آف سریال رو در رو در کنار مگی سیوانتس ایفا نمود. وی همچنین نقش کارآگاه «آلیسیا سیرا» را در مجموعهٔ تلویزیونی خانه کاغذی بازی کرده‌است. نایوا نیمری صداپیشگی شخصیت «کیت لاسْـوِل» را در بازی ویدئویی  جنگاوری نوین به عهده داشته‌است.

## زندگی شخصی
او اصلیتی اُردنی دارد. پدرش، «کَـرَم نِـمری»، اهل اردن و مادرش از اهالیِ پامپلونا در استان نابارا است. او یک برادر تنی به نام «کریم»، یک برادر ناتنی با نام «آندره» و دو خواهر ناتنی به‌نام‌های «سارا» و «نادیا» دارد. وی در دوران کودکی به شهر بیلبائو نقل مکان کرد و هم‌اکنون ساکن مادرید است. نایوا نیمری پیش‌تر همسر دانیل کالپارسورو بود.

## گزیدهٔ نقش‌آفرینی‌ها

### سینما
| سال  | عنوان                  | نفش          | توضیح                                                          | منبع          |
| ---- | ---------------------- | ------------ | -------------------------------------------------------------- | ------------- |
| ۱۹۹۵ | جهش به پوچی            | آلکس         |                                                                | [ ۱۸ ]        |
| ۱۹۹۶ | بلیت                   | گابی         |                                                                | [ ۱۹ ]        |
| ۱۹۹۷ | چشمانت را باز کن       | نوریا        |                                                                | [ ۲۰ ]        |
| ۱۹۹۷ | بسته از هر سو          | ماروبی       |                                                                | [ ۲۱ ]        |
| ۱۹۹۸ | عشاق مدار شمالگان      | آنا          | این شخصیت را همچنین «کریستل دیاس» و «سارا بالینته» ایفا نمودند | [ ۲۲ ]        |
| ۱۹۹۸ | ۹'۸ متر بر مجذور ثانیه | اِلا          |                                                                | [ ۲۳ ]        |
| ۲۰۰۰ | آسفالت                 | لوسیا        |                                                                | [ ۲۴ ]        |
| ۲۰۰۱ | فائوستو ۵٫۰            | جولیا        |                                                                | [ ۲۵ ]        |
| ۲۰۰۱ | پیش از آغاز شب         | فینا کورئا   |                                                                | [ ۲۶ ]        |
| ۲۰۰۱ | لوسیا و سکس            | اِلنا         |                                                                | [ ۲۷ ]        |
| ۲۰۰۲ | سنگ‌ها                  | لئیره        |                                                                | [ ۲۸ ]        |
| ۲۰۰۳ | آرمان‌شهر               | آنخلا        |                                                                | [ ۲۹ ]        |
| ۲۰۰۳ | ملکهٔ بار کانایا        | لیندا        |                                                                |               |
| ۲۰۰۴ | آ + (عشق)              | دام          |                                                                |               |
| ۲۰۰۴ | مأموران مخفی           | ماریا منندس  |                                                                | [ ۳۰ ]        |
| ۲۰۰۵ | رَوِش                    | نیه‌بس        |                                                                | [ ۳۱ ]        |
| ۲۰۰۵ | ۲۰ سانتی‌متر            | کُـنِـخو       |                                                                | [ ۳۲ ]        |
| ۲۰۰۶ | اختلال                 | ناتالیا      |                                                                | [ ۳۳ ]        |
| ۲۰۰۶ | جان‌های سلیا            | سِـلیا        |                                                                | [ ۳۴ ] [ ۳۵ ] |
| ۲۰۰۷ | کارآگاهان خصوصی        | اِوا          |                                                                | [ ۳۶ ]        |
| ۲۰۰۷ | اُبیه‌دو اکسپرس          | باربارا      |                                                                | [ ۳۷ ]        |
| ۲۰۱۰ | هر آنچه بخواهی         | مارتا        |                                                                | [ ۳۸ ]        |
| ۲۰۱۰ | مسیر ایرلندی           | ماریسول      |                                                                | [ ۳۹ ]        |
| ۲۰۱۰ | اتاق در رم             | اِدورنه       |                                                                | [ ۴۰ ]        |
| ۲۰۱۱ | کنش                    | اینِـس        |                                                                | [ ۴۱ ]        |
| ۲۰۱۲ | شراب تابستان           | آنا          |                                                                |               |
| ۲۰۱۳ | ۱۰٬۰۰۰ شب هیچ‌کجا       | کلاودیا      |                                                                | [ ۴۲ ]        |
| ۲۰۱۸ | آنکه برایت خواهد خواند | لیلا کاسن    |                                                                | [ ۴۳ ]        |
| ۲۰۱۸ | درخت خون               | ماکارِنا      |                                                                | [ ۴۴ ]        |
| ۲۰۱۸ | بُـعد هشتم              | اُلگا کالدرون |                                                                |               |
| ۲۰۲۴ | باکرهٔ سرخ              | آئورورا      |                                                                | [ ۴۵ ]        |

### تلویزیون
| سال          | عنوان             | نقش                | توضیح                                     | منبع   |
| ------------ | ----------------- | ------------------ | ----------------------------------------- | ------ |
| ۲۰۱۵–۲۰۱۹    | رو در رو          | زولما زهیر         | ۴۰ قسمت                                   |        |
| ۲۰۱۹–۲۰۲۱    | خانه کاغذی        | آلیسیا سیرا مونتس  | ۲۵ قسمت                                   |        |
| ۲۰۲۰         | رو در رو: اوئاسیس | زولما زهیر         | ۸ قسمت                                    |        |
| ۲۰۲۱–۲۰۲۲    | خودی‌ها            | مجری               | ۱۴ قسمت                                   |        |
| ۲۰۲۲         | خانواده مقدس      | گلوریا             |                                           | [ ۴۶ ] |
| ۲۰۲۰ تا کنون | ۳۰ سکه            | هاروکا             | از فصل دوم سریال به جمع بازیگران اضافه شد | [ ۴۷ ] |
| ۲۰۲۳         | برلین             | آلیسیا سی‌یرا مونتِس | ۳ قسمت                                    |        |
| ۲۰۲۴         | ازنفس‌افتاده       | پاتریسیا سگورا     |                                           | [ ۴۸ ] |

### پادکست
| سال  | عنوان              | نقش        | قسمت‌ها           |
| ---- | ------------------ | ---------- | ---------------- |
| ۲۰۲۰ | رو در رو: کارا بی. | زولما زهیر | صداپیشه، ۱۰ قسمت |